# Доврефьелль-Сунндалсфьелла (национальный парк)
Доврефьель-Сунндалсфьелла (норв. Dovrefjell-Sunndalsfjella nasjonalpark) — норвежский национальный парк, покрывающий территории площадью 1 693 км² в пределах фюльке Иннландет, Трёнделаг и Мёре-ог-Ромсдал. Был реорганизован 3 мая 2002 года путём увеличения площади прежнего парка в горах Доврефьель, который был основан в 1974 году.

## История
Парк Доврефьель-Сунндалсфьелла был создан в целях:
- Сохранения крупной горной области в её первозданном виде
- Сохранения высокогорной экосистемы с её природным биоразнообразием
- Сохранения популяции диких оленей в районе гор Снёхетта и Knutshø
- Сохранения среды обитания
- Сохранения ландшафта и геологических отложений
- Защита культурного наследия

## Ссылки

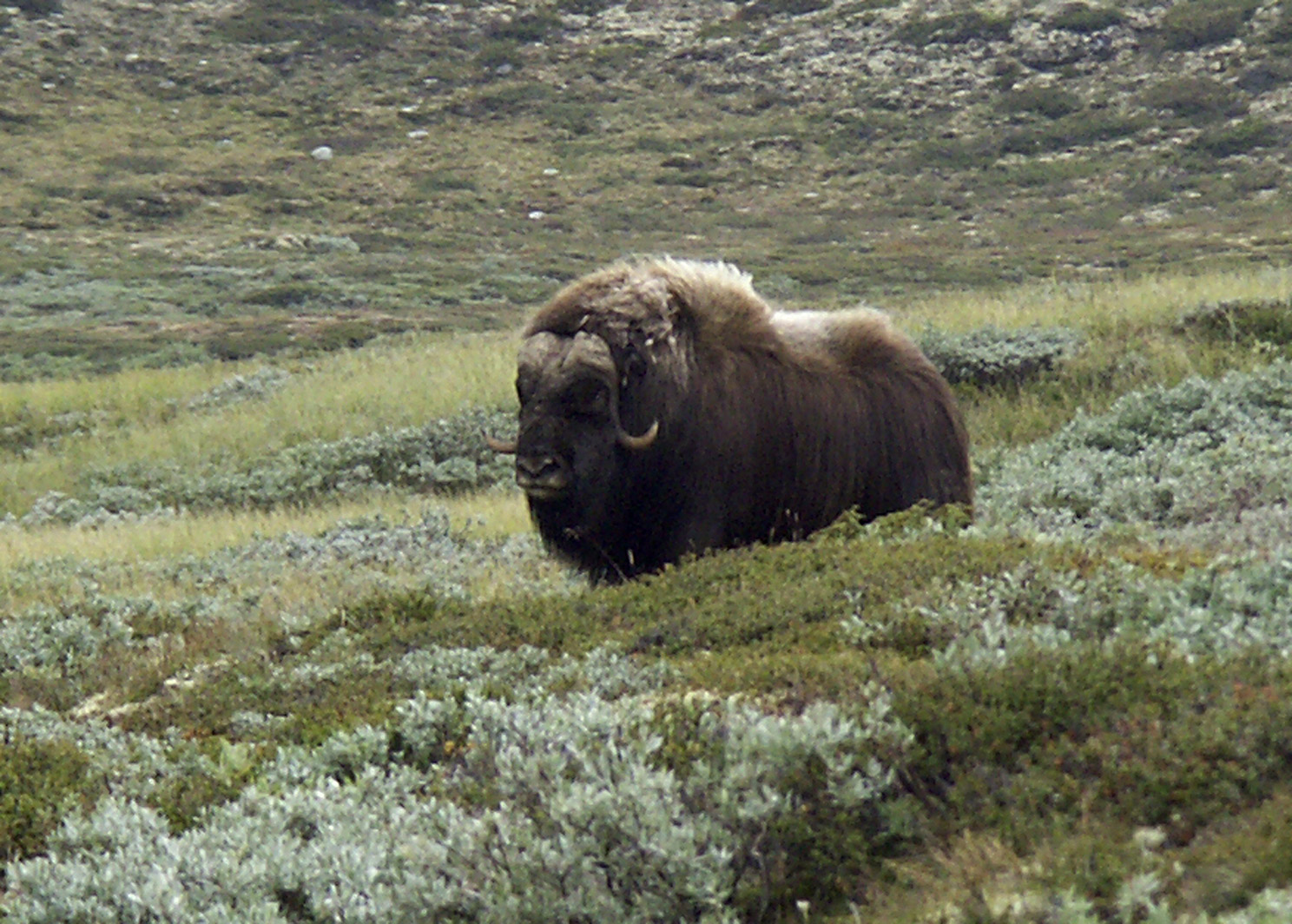
Овцебык на территории парка